# Joseph Alphonse de Bonnet d'Honnières
Joseph Alphonse Hyacinthe Alexandre de Bonnet d’Honnières, né le 11 mars 1764 à Valréas dans le Vaucluse et mort le 11 février 1807 à Kisiten en Pologne, est un général français de la Révolution et de l’Empire.

## Biographie
Il entre en service comme cadet dans le 47e régiment d'infanterie le 7 janvier 1780. Démissionnaire en 1787, il réintègre l’armée comme capitaine au 71e régiment d'infanterie ci-devant Vivarais le 15 septembre 1791.
Affecté à l’armée de la Moselle dans la 132e demi-brigade de première formation, il est blessé d’un coup de feu au pied gauche au combat de Lambach le 15 décembre 1793. Muté à l’Armée de Sambre-et-Meuse, il est à nouveau blessé, cette fois d’un coup de baïonnette à la tête, lors du passage du Rhin à Düsseldorf le 5 septembre 1795. Le 1er novembre 1796, il est promu chef de bataillon à la 108e demi-brigade de deuxième formation. Il sert à Neuwied le 18 avril 1797. Il participe en juillet 1798 à l’expédition d’Irlande et est fait prisonnier sur le vaisseau Hoche le 12 octobre 1798 ; il est échangé en juin 1799.
Le 24 juillet 1800, Bonnet d'Honnières est nommé chef de brigade à la 51e demi-brigade de deuxième formation par le général Moreau et il est confirmé dans ce grade par arrêté des consuls avec effet rétroactif au 30 avril 1797. Il se signale à la bataille de Hohenlinden le 3 décembre 1800. En 1803, il est affecté au camp de Bruges avec le grade de colonel. Le 14 juin 1804, il est fait officier de la Légion d'honneur. Il sert en Autriche et est promu général de brigade le 24 décembre 1805. Le 13 mars 1806, il reçoit le commandement de la 2e brigade de la 1re division (général Morand), composée du 13e régiment d’infanterie légère. Il participe à la bataille d'Auerstaedt le 14 octobre 1806 avec le IIIe corps et il est blessé au cours de l’attaque, mais cela ne l’empêche pas de s’illustrer encore à la bataille de Golymin le 26 décembre suivant.
Le 8 février 1807, il participe à la bataille d’Eylau à la tête de sa brigade. Dans l’après-midi, il est blessé d’un coup de biscaïen à l’épaule droite et il meurt de ses blessures à Kisiten le 11 février 1807, à l’âge de 43 ans.

## Sources
- Georges Six, Dictionnaire biographique des généraux & amiraux français de la Révolution et de l'Empire (1792-1814) (page 127)
- http://www.souvenir-davout.com/spip.php?article235
- Jacques Charavay, Les généraux morts pour la patrie, 1792-1871 : notice biographiques, Au siège de la société, 1893, 160 p. (lire en ligne), p. 16.